# Liran
Die  indonesische Insel Liran (Lirang, Indon.: Pulau Liran) gehört zu den Barat-Daya-Inseln (Südwestinseln).

## Geographie
Geographisch ist Liran Teil der Kleinen Sundainseln, politisch gehört sie aber zur Provinz Maluku. Liran ist Teil des Kecamatans (Distrikt) Westwetar (Wetar Barat), Regierungsbezirk (Kabupaten) Südwestmolukken, und liegt 2,9 km südwestlich vor der Küste von Wetar, davon getrennt durch die Lirangstraße (Selat Lirang). 13 km weiter südwestlich liegt die osttimoresische Insel Atauro, im Westen die Insel Alor. Liran hat eine Fläche von 23,91 km².

## Einwohner
Auf Liran werden die malayo-polynesischen Sprache Wetar und die Papuasprache Fataluku gesprochen.